# Доброшице (гмина)
Доброшице (пол. Dobroszyce) — сельская гмина (волость) в Польше, входит как административная единица в Олесницкий повет, Нижнесилезское воеводство. Население — 5997 человек (на 2004 год).

## Демография
| Перепись                       | Всего   | Всего | Женщины | Женщины | Мужчины | Мужчины |
| ------------------------------ | ------- | ----- | ------- | ------- | ------- | ------- |
| Единицы                        | человек | %     | человек | %       | человек | %       |
| Население                      | 5997    | 100   | 3024    | 50,4    | 2973    | 49,6    |
| Плотность населения (чел./км²) | 45,5    | 45,5  | 23      | 23      | 22,6    | 22,6    |

## Сельские округа
1. Барткув
2. Бяле-Блото
3. Добра
4. Добжень
5. Доброшице
6. Лучина
7. Малежув
8. Менкажовице
9. Мёдары
10. Новица
11. Новоседлице
12. Садкув
13. Секеровице
14. Стшельце

## Соседние гмины
1. Гмина Длуголенка
2. Гмина Кроснице
3. Гмина Олесница
4. Гмина Твардогура
5. Гмина Завоня